# Night & Day Tour
El Night & Day Tour fue la cuarta gira mundial de la banda británica The Vamps, en promoción de su nuevo álbum "Night & Day" en sus versiones "Night" y "Day". La gira tuvo como fecha y lugar de inicio el 14 de abril de 2018 en Sheffield, Inglaterra y finalizó el 17 de noviembre de 2018 en Buenos Aires, Argentina.  

## Anuncio
El 8 de octubre de 2017, la banda anunció su gira a través de sus redes sociales,revelando las fechas y localidades para el Reino Unido e Irlanda y resto de Europa, excepto Suecia que sería anunciado en 2018.y se concretó el 12 de febrero de 2018.
El 21 de octubre, la banda anunció que Maggie Lindemann se uniría a la gira en Reino Unido e Irlanda. El 30 de enero de 2018, la banda informó que podrían cambiar los lugares en donde se realizaran los shows en Europa debido a la gran demanda, lo que no ocurró.
La banda considera la parte europea de la gira como la "primera", posteriormente las fechas para Estados Unidos se anunciaron el 16 de julio. Luego, el 14 de agosto se anunció el Rock & Pop Festival en Buenos Aires, Argentina con The Vamps como segundo headliner.
El 20 de agosto, se anunció una fecha en Corea del Sur como parte del festival Slow Life Slow Live. Finalmente, el 4 de octubre se anunciaron 2 fechas para la India.

## Grabaciones
El 26 de enero de 2018 el mánager de la banda, Joe, confirmó que el show en el O2 Arena de London será grabado para un DVD.

## Actos de Apertura
- New Hope Club (Todas las fechas excepto Suecia, Noruega, Dinamarca y Newmarket)
- Jacob Sartorius (Reino Unido e Irlanda)
- HRVY (Reino Unido, Irlanda y Estados Unidos)
- :PM (Reino Unido e Irlanda)
- Idolising Nova (Países Bajos, Francia y Alemania)

## Invitados Especiales
- Maggie Lindemann (Reino Unido e Irlanda)
- Saffron Barker (desde London hasta Manchester)
- Conor Maynard (London y Manchester)

## Setlist
| 14 de abril de 2018 - 5 de mayo de 2018 |
| --- |
| 1. Staying Up 2. Last Night 3. Shades On (Añadido al setlist a partir de Bournemouth) 4. Can We Dance 5. Middle of the Night 6. Just My Type 7. Personal (con Maggie Lindemann) 8. Pretty Girl (con Maggie Lindemann) 9. Hands 10. Wild Heart 11. Hair Too Long 12. FRIENDS (Anne-Marie & Marshmello) / New Rules (Dua Lipa) / Havana (Camila Cabello) (excepto en London y Manchester) 13. Shape of You Sing-Off (con Conor Maynard) (solo en London y Manchester) 14. Drum Solo (excepto en Manchester) 15. Come Grind with Me / Volcano (solo en Manchester) 16. *Canción a Votación* (excepto en Manchester) - Girls on TV (Sheffield y Bournemouth) - Risk It All (Cardiff, Newcastle, Glasgow, London y Brighton) - She Was the One (Belfast y Dublin) - Golden (Nottingham) - Talk Shows / I Love Loving You (Liverpool) - On the Floor (Birmingham) 17. Somebody to You 18. Oh Cecilia (Breaking My Heart) Encore 1. One Last Time (Cover de Ariana Grande) (solo en Manchester) 2. Wake Up 3. Same to You 4. All Night |

| 13 de mayo de 2018 - 15 de julio de 2018 |
| --- |
| 1. Staying Up 2. Last Night 3. Shades On 4. Can We Dance 5. Middle of the Night 6. Just My Type 7. Personal 8. FRIENDS (Anne-Marie & Marshmello) / New Rules (Dua Lipa) / Havana (Camila Cabello) (Añadido al setlist desde Belgica) 9. Hands 10. Wild Heart 11. Talk Shows / I Love Loving You (Añadido al setlist desde Belgica) 12. Hair Too Long 13. Somebody to You 14. Oh Cecilia (Breaking My Heart) Encore 1. Come Grind with Me / Volcano (solo en Dinamarca) 2. Wake Up 3. Same to You 4. All Night |

| 2 de agosto de 2018 - 2 de septiembre de 2018 |
| --- |
| 1. Staying Up 2. Last Night 3. Shades On 4. Can We Dance 5. Just My Type 6. Personal 7. What Your Father Says 8. Mr. Brightside (cover de The Killers) (solo en Burriana) 9. Hands (excepto en Burriana) 10. Wild Heart 11. Cheap Wine 12. Somebody to You 13. Oh Cecilia (Breaking My Heart) 14. Wake Up 15. Same to You 16. All Night |

| 13 de septiembre de 2018 - 17 de noviembre de 2018 |
| --- |
| 1. Staying Up 2. Last Night 3. Shades On 4. Can We Dance 5. Middle of the Night (solo en Seoul, Pune, Mumbai y Buenos Aires) 6. Just My Type 7. Personal 8. What Your Father Says (excepto en Buenos Aires) 9. Hands 10. Hair Too Long (solo en Seoul, Pune y Mumbai) 11. Wild Heart 12. Cheap Wine 13. Somebody to You 14. Oh Cecilia (Breaking My Heart) 15. Beliya (solo en Pune y Mumbai) 16. We Don't Care Encore 1. Wake Up 2. Same to You 3. All Night |

## Fechas
| Fecha                    | Ciudad           | País           | Lugar                            | Actos de Apertura                      |  |
| Europa                   | Europa           | Europa         | Europa                           | Europa                                 |  |
| ------------------------ | ---------------- | -------------- | -------------------------------- | -------------------------------------- |  |
| 14 de abril de 2018      | Sheffield        | Inglaterra     | FlyDSA Arena                     | Jacob Sartorius New Hope Club HRVY :PM |  |
| 16 de abril de 2018      | Bournemouth      | Inglaterra     | Bournemouth International Centre | Jacob Sartorius New Hope Club HRVY :PM |  |
| 17 de abril de 2018      | Cardiff          | Gales          | Motorpoint Arena Cardiff         | Jacob Sartorius New Hope Club HRVY :PM |  |
| 20 de abril de 2018      | Newcastle        | Inglaterra     | Metro Radio Arena                | Jacob Sartorius New Hope Club HRVY :PM |  |
| 21 de abril de 2018      | Glasgow          | Escocia        | The SSE Hydro                    | Jacob Sartorius New Hope Club HRVY :PM |  |
| 23 de abril de 2018      | Belfast          | Irlanda        | SSE Arena                        | Jacob Sartorius New Hope Club HRVY :PM |  |
| 25 de abril de 2018      | Dublín           | Irlanda        | 3Arena                           | Jacob Sartorius New Hope Club HRVY :PM |  |
| 28 de abril de 2018      | London           | Inglaterra     | The O2 Arena                     | Jacob Sartorius New Hope Club HRVY :PM |  |
| 29 de abril de 2018      | Brighton         | Inglaterra     | Brighton Centre                  | Jacob Sartorius New Hope Club HRVY :PM |  |
| 1 de mayo de 2018        | Nottingham       | Inglaterra     | Motorpoint Arena Nottingham      | Jacob Sartorius New Hope Club HRVY :PM |  |
| 2 de mayo de 2018        | Liverpool        | Inglaterra     | Echo Arena                       | Jacob Sartorius New Hope Club HRVY :PM |  |
| 4 de mayo de 2018        | Birmingham       | Inglaterra     | Arena Birmingham                 | Jacob Sartorius New Hope Club HRVY :PM |  |
| 5 de mayo de 2018        | Manchester       | Inglaterra     | Manchester Arena                 | Jacob Sartorius New Hope Club HRVY :PM |  |
| 13 de mayo de 2018       | Varsovia         | Polonia        | Progresja                        | New Hope Club                          |  |
| 15 de mayo de 2018       | Brussels         | Bélgica        | Ancienne Belgique                | New Hope Club                          |  |
| 16 de mayo de 2018       | Amsterdam        | Holanda        | Paradiso                         | New Hope Club Idolising Nova           |  |
| 18 de mayo de 2018       | París            | Francia        | Cigalle                          | New Hope Club Idolising Nova           |  |
| 19 de mayo de 2018       | Colonia          | Alemania       | Palladium                        | New Hope Club Idolising Nova           |  |
| 21 de mayo de 2018       | Zurich           | Suiza          | X-Tra                            | New Hope Club                          |  |
| 22 de mayo de 2018       | Milan            | Italia         | Alcatraz                         | New Hope Club                          |  |
| 24 de mayo de 2018       | Madrid           | España         | La Riviera                       | New Hope Club                          |  |
| 25 de mayo de 2018       | Barcelona        | España         | Razzmatazz                       | New Hope Club                          |  |
| 29 de mayo de 2018       | Stockholm        | Suecia         | Grönan Live                      | -                                      |  |
| 31 de mayo de 2018       | Oslo             | Noruega        | Parkteatret                      | -                                      |  |
| 1 de junio de 2018       | Copenhagen       | Dinamarca      | Vega                             | -                                      |  |
| 15 de julio de 2018      | South Shields    | Inglaterra     | Bents Park                       | New Hope Club The Cutkelvins           |  |
| 2 de agosto de 2018      | Burriana         | España         | Playa El Arenal                  | Festival                               |  |
| 12 de agosto de 2018     | Leeds            | Inglaterra     | Millennium Square                | New Hope Club                          |  |
| 25 de agosto de 2018     | Newmarket        | Inglaterra     | Newmarket Racecourse             | -                                      |  |
| 26 de agosto de 2018     | Bristol          | Inglaterra     | Lloyd's Amphitheatre             | New Hope Club HRVY Jack Maynard        |  |
| 2 de septiembre de 2018  | Liverpool        | Inglaterra     | Otterspool Promenade             | Festival                               |  |
| Norteamérica             |                  |                |                                  |                                        |  |
| 13 de septiembre de 2018 | Ciudad de México | México         | El Plaza Condesa                 | New Hope Club                          |  |
| 15 de septiembre de 2018 | Seattle          | Estados Unidos | Showbox                          | New Hope Club HRVY                     |  |
| 16 de septiembre de 2018 | Portland         | Estados Unidos | Wonder Ballroom                  | New Hope Club HRVY                     |  |
| 18 de septiembre de 2018 | San Francisco    | Estados Unidos | August Hall                      | New Hope Club HRVY Taylor Grey         |  |
| 19 de septiembre de 2018 | Los Angeles      | Estados Unidos | The Belasco Theatre              | New Hope Club HRVY Taylor Grey         |  |
| 22 de septiembre de 2018 | Las Vegas        | Estados Unidos | Las Vegas Festival Grounds       | Festival                               |  |
| 25 de septiembre de 2018 | Dallas           | Estados Unidos | House of Blues                   | New Hope Club HRVY                     |  |
| 27 de septiembre de 2018 | Chicago          | Estados Unidos | The Vic Theatre                  | New Hope Club HRVY                     |  |
| 30 de septiembre de 2018 | Silver Spring    | Estados Unidos | The Fillmore                     | New Hope Club HRVY                     |  |
| 2 de octubre de 2018     | Philadelphia     | Estados Unidos | Theatre of the Living Arts       | New Hope Club HRVY                     |  |
| 3 de octubre de 2018     | Boston           | Estados Unidos | Paradise Rock Club               | New Hope Club HRVY                     |  |
| 4 de octubre de 2018     | New York City    | Estados Unidos | PlayStation Theater              | New Hope Club HRVY                     |  |
| Asia                     |                  |                |                                  |                                        |  |
| 7 de octubre de 2018     | Seoul            | Corea del Sur  | Olympic Park 88Garden            | Festival                               |  |
| 25 de octubre de 2018    | Pune             | India          | Phoenix Market City              | -                                      |  |
| 27 de octubre de 2018    | Mumbai           | India          | Dublin Square                    | -                                      |  |
| Sudamérica               |                  |                |                                  |                                        |  |
| 17 de noviembre de 2018  | Buenos Aires     | Argentina      | Obras Outdoors                   | Festival                               |  |

### Shows Cancelados
| Fecha               | Ciudad   | País  | Lugar                          | Motivo                  |
| ------------------- | -------- | ----- | ------------------------------ | ----------------------- |
| 23 de marzo de 2019 | Santiago | Chile | Velódromo del Estadio Nacional | Cuestiones de logística |